# 中国年度汉字
中国年度汉字是由中华人民共和国国家语言资源监测与研究中心网络媒体语言分中心、商务印书馆、新浪网主办，从2006年起，选出国内与国际两个汉字，以“汉语盘点”的活动形式来为过去的一年作总结，用来表现该年世态和人们的感受。其目的在于扩大汉语影响、推进汉语传播、彰显汉语魅力，让人们在关心世界和中国的同时，体会汉语丰富的文化内涵。

## 届次

### 国内年度汉字
| 年份 | 汉字简体 | 汉字繁体 | 当选理由概要 |
| ---- | -------- | -------- | --- |
| 2006 | 炒       | 炒       | “炒”原指一种烹调方法，它是炒作的炒，也是炒股票、炒基金、炒鱿鱼、炒老板、炒二手房、炒原始股的炒……天下之大，可炒之物很多，就怕把东西炒糊了。“炒”字体现了中国经济的活跃和活力。2006国内的一个字“炒”得票率58.33%。                                                                                         |
| 2007 |          |          | 通货膨胀，物价上涨，股票、利息、房价、物价、汽油还有工资，“漲”字成为了国内公民在2007年中最深刻的体验。“漲”字以70.22%的票选率高票获选。 |
| 2008 | 和       | 和       | “和”，中国大陆经受了年初雪灾和五一二地震，需求人心和；北京奥运会，中国人民与世界人民齐声歌唱了一曲祥和的《我和你》，显示了“宇内和”。 |
| 2009 | 被       | 被       | “被自杀”、“被就业”等新词语在2009年生发出大量“被××”结构的流行语，如“被捐款”、“被涨薪”、“被幸福”、“被艾滋”。这个新兴于2009年的网络热字，它们的流行表达了公众对于公民权责名实相符的吁求。 |
| 2010 |          |          | “漲”字多意，通货膨胀。同时，也是国力、热情、干劲的上涨，体现了人们对国家实力、社会生活、自身工作等方方面面“节节高”的期许。 |
| 2011 | 控       | 控       | “控”，通货膨胀之下，“控”是政府责任，也是公民的期望。“控”显示了国民的生活方式。另一方面，一系列的“XX控”，更折射出“控”已成为一种生活状态。 |
| 2012 |          |          | “夢”，奥运梦、飞天梦、航母梦、诺贝尔梦，国民生产总值超越英法。社会保障、医疗卫生服务、居住条件、社会环境成为公民期待的梦。最大的“中国梦”实现中华民族伟大复兴，也是强国梦。 |
| 2013 | 房       | 房       | “房” |
| 2014 | 法       | 法       | “法”，法治、依法治国 |
| 2015 | 廉       | 廉       | “廉” |
| 2016 |          |          | “规” |
| 2017 | 享       | 享       | “享”，共享经济 |
| 2018 |          |          | “奋” |
| 2019 |          |          | “稳”，中共中央總書記習近平從2019年年初至年末，就不斷的強調2018年7月時提出的「六穩」，即「穩就業、穩金融、穩外貿、穩外資、穩投資、穩預期」；房地產領域，「六穩」被細化為「三穩」，即「穩地價、穩房價、穩預期」。                                                                                        |
| 2020 | 民       | 民       | “民”，2020年初中国大陆暴发冠状病毒病疫情，全国人民共同抗疫，在最短的时间内，疫情得到有效控制。而2020年也是脱贫攻坚的关键之年。 |
| 2021 | 治       | 治       | 2021年，中国稳步推进疫苗接种，扎实推动共同富裕，由制到治，尽显中国智慧。双减，减碳，减是以退为进的治理策略。小事治事、大事治制，推进国家治理能力现代化是一个系统工程，中国的制度优势正在转化为治理效能。                                                                                               |
| 2022 |          |          | 2022年的中国，万众一心，踔厉奋发。党的二十大胜利召开，再次掷地有声宣告，中国共产党的初心是为人民谋幸福，一以贯之的信念是人民至上。中国式现代化领航新征程，为社会发展保驾护航，带领国家行稳致远。冬奥会各国健儿激情竞技，舞动冰雪，一起向未来。团结协作，精准防控，保健康防重症，撑起重点人群“保护伞”。 |
| 2023 | 振       | 振       | 2023年的中国，提振经济，稳扎稳打。长路有险夷，无论是国家还是个体，面对挑战时不失本心、遭遇风雨时行之不辍，进一寸有一寸的欢喜，就当得起一个“振”字。 |
| 2024 | 智       | 智       | 人工智能技术开始全面普及，已成为大众普遍谈及的话题。 |

### 国际年度汉字
| 年份 | 汉字简体 | 汉字繁体 | 当选理由概要 |
| ---- | -------- | -------- | --- |
| 2006 |          |          | “亂”多极的国际关系，多变的热点问题，带来了深刻变动的世界格局，乱世思良将，乱世出英雄，2006年国际舞台上时有新生力量乱中取胜，都深刻提现了“亂”字的精髓。 |
| 2007 | 油       | 油       | 2006年，石油价格依然牵动全球神经。纽约等主要原油期货市场原油价格不断上涨，曾一度突破100美元每桶，提高了国际的生产和生活成本，影响全球经济的发展和人民的生活质量。                                                                                         |
| 2008 |          |          | “爭”：“争端、争议、斗争、争取，在2008年，国际环境剧变，纷争骤起，越至年底越让人理不清头绪，反映了世界在各国公民眼中呈现的灰色色调。 |
| 2009 | 浮       | 浮       | “浮”字当选年度国际字，“金融危机”浮出水面，一个“浮”字表达出的是对于世事多变的慨叹。 |
| 2010 |          |          | “亂”，2010年从马尼拉人质事件到墨西哥湾漏油，从智利地震到印尼大火，国际上让人闹心的事件不断，实在就是一个“亂”字 |
| 2011 |          |          | “債”，欧债危机，美国国债，“債”字精准地诠释了世界格局中发生的年度大事。 |
| 2012 | 衡       | 衡       | “衡”。 |
| 2013 |          |          | “爭”。 |
| 2014 | 失       | 失       | “失”，马航失联 |
| 2015 | 恐       | 恐       | “恐”，恐怖袭击 |
| 2016 |          |          | “变” |
| 2017 | 智       | 智       | “智”，人工智能 |
| 2018 | 退       | 退       | “退” |
| 2019 |          |          | “难” |
| 2020 | 疫       | 疫       | “疫”，2020年全球暴发冠状病毒病疫情。此外全球混乱动荡持续不断，令2020年的世界陷入危机之中。 |
| 2021 | 疫       | 疫       | 2021年，世界风云变幻，忧虑不断。疫当属眼下之忧，德尔塔来势汹汹，以变应变方可开出新局；世界苦新冠疫情已经两载，或许战“疫”本就不能毕其功于一役，但是新冠病毒引发的“苦疫”终有被控制的一天。                                                                  |
| 2022 |          |          | 2022年的世界，风云变幻，危机不断。奥密克戎变异株全球蔓延，但人类已做好更充分准备。卡塔尔世界杯战火重燃，在岁末年终让人感受足球的魅力。北溪管道泄漏，欧洲能源成本激增。俄乌冲突硝烟四起，传奇人物相继逝去，战乱之中没有真正的赢家。                        |
| 2023 | 危       | 危       | 2023年的世界，战争升级，巴以冲突再次爆发，无数人笼罩在阴霾之下，推动和谈才是恢复安宁的正确道路。日本不顾反对排放核污染水，海洋生态安全受到威胁。芯片研发体现国家高端制造能力，科技力量强弱必将影响全局。ChatGPT不断迭代升级，是危机还是机遇需要时间验证。 |
| 2024 |          |          | 国际格局在互联网革命、AI技术冲击之下发生巨大变化。 |

## 纪录
- 智在2016年成为过国际的年度汉字，之后于2024年又成为过国内的年度汉字。
- 目前有四个汉字不止一次成为过年度汉字，分别是涨、乱、争、疫、稳和变。涨在2007年和2010年、稳在2019年和2022年两度成为国内年度汉字。乱在2006年和2010年、争在2008年和2013年、疫在2020年和2021年、变在2016年和2024年分别两度成为国际年度汉字。
- 第一个国内年度汉字是炒，目前最后一个国内年度汉字是智。
- 第一个国际年度汉字是乱，目前最后一个国际年度汉字是变。
- 胡锦涛时期第一个国内年度汉字是炒，最后一个是控。
- 胡锦涛时期第一个国际年度汉字是乱，最后一个是债。
- 习近平出任中共中央总书记后第一个国内年度汉字是梦，最后一个是智。
- 习近平时期第一个国际年度汉字是衡，最后一个是变。
- 乱字同时还两度成为台湾的年度汉字（2008及2019年）、2014年的新加坡年度汉字、2016年的香港年度汉字、2019年的美國年度汉字及2019年的法國年度汉字，是首個两岸三地共同的年度汉字，同時也是第一个與歐美地區首個共同的年度汉字。
- 涨字同时还成为2022年台湾的年度汉字、2022年的新加坡年度汉字、2022年的馬來西亞年度汉字，是第一个與新馬地區首個共同的年度汉字。
- 和字同时成為2013年的香港年度汉字，屬中国國內與香港特區的第一個共同的年度汉字。
- 法字同时成為2015年的香港年度汉字，屬中国國內與香港特區的第二個共同的年度汉字。
- 2020年及2021年由于2019冠状病毒病疫情爆发，使得疫同时成为2020年及2021年的中国国际年度汉字、2020年的台湾年度汉字、2020年的马来西亚年度汉字、2020年的澳門年度汉字及2021年的香港年度汉字，同时也是首个两岸四地共同的年度汉字及首個海外華人地區共同的年度汉字。
- 战字同时兩度成為日本今年的漢字（2001年及2022年）及2018年的美國年度汉字，屬中国與日本及美國地區的第一個共同的年度汉字。